# مارگریت دوئن

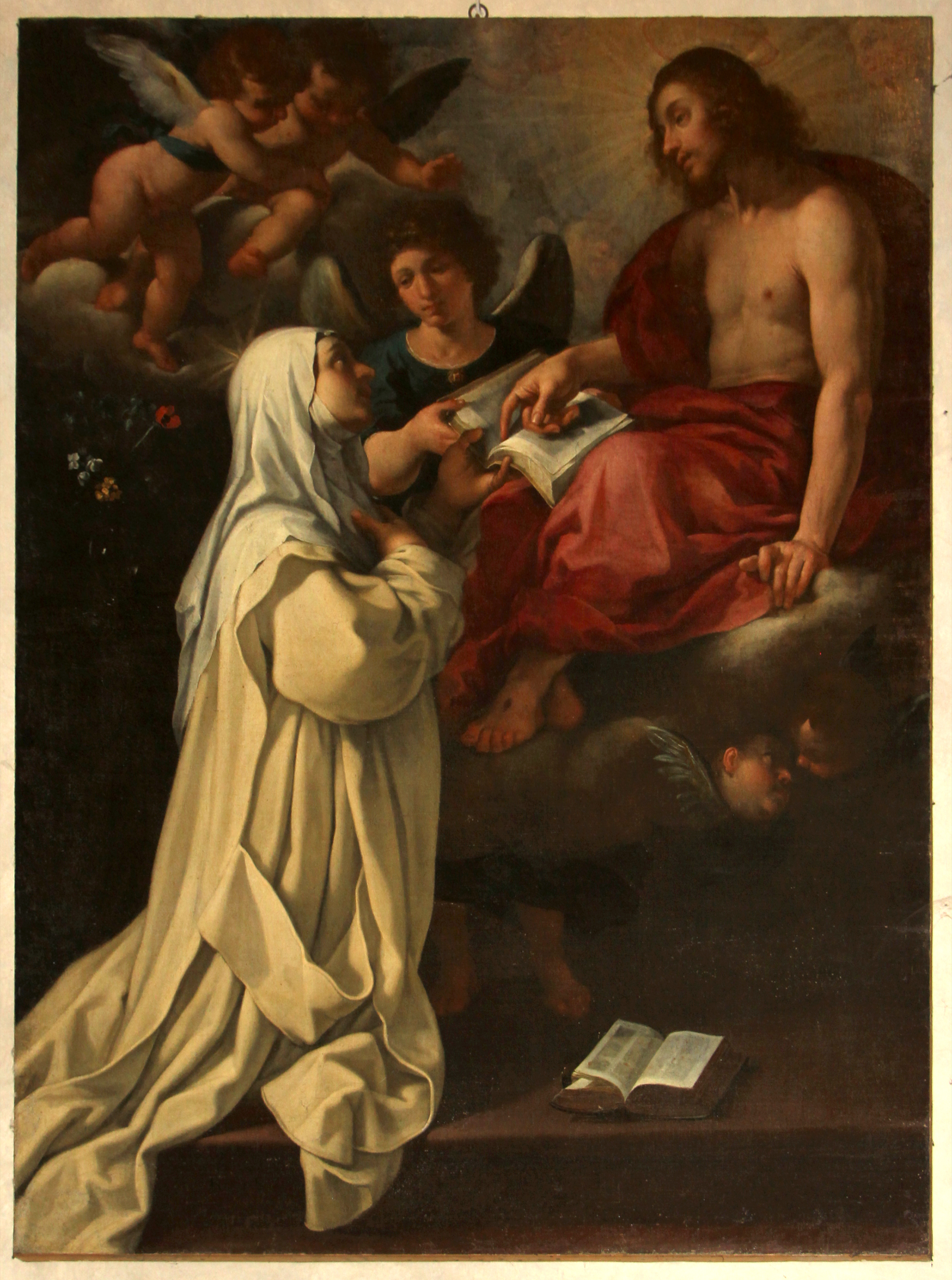
راهبی عارف (شاعر)

مارگریت دوئَن راهبه‌ای عارف بود. او یک اثر به زبان لاتین، دو اثر به زبان فرانکوپروونسال (آرپیتان) و شمار زیادی نامه از خود بر جای گذاشت. مارگریت از خاندان اربابی اوئن در بوژوله بود. این خاندان از سال ۱۳۸۲ میلادی به علت نداشتن وارث مرد، دیگر ادامه پیدا نکرد. مارگریت تا انقلاب فرانسه (۱۷۸۹ میلادی) به صورت محلی مقدس شمرده می‌شد، ولی به‌طور رسمی نه قدیس و نه آمرزیده شد. از زادروز وی اطلاعات موثقی در دست نیست، فقط می‌دانیم که او از سال ۱۲۸۶ میلادی آغاز به نوشتن کرد و در سال ۱۲۸۸ میلادی سرپرست دِیر شد. پدرش، گیشار دوئن، در وصیت‌نامه خود در سال ۱۲۹۷ میلادی از او نام برد. مارگریت دوئن در ۱۱ فِوریه سال ۱۳۱۰ میلادی درگذشت.